# Freycinetia lepida
Freycinetia lepida är en enhjärtbladig växtart som beskrevs av Huynh. Freycinetia lepida ingår i släktet Freycinetia och familjen Pandanaceae. Inga underarter finns listade.